# Allende (kommun i Mexiko, Chihuahua)
Allende är en kommun i Mexiko.   Den ligger i delstaten Chihuahua, i den centrala delen av landet, 1 100 km nordväst om huvudstaden Mexico City. Antalet invånare är 8 409. Arean är 2 471 kvadratkilometer.
Terrängen i Allende är kuperad åt sydväst, men åt nordost är den platt.
Följande samhällen finns i Allende:
- Valle de Ignacio Allende
- San Antonio del Alto Corralejo
- Estación Adela
- Estación Dorado
- Rancho Blanco